# 10ª Armata (Regio Esercito)
La 10ª Armata del Regio Esercito è stata una grande unità del Regio Esercito Italiano che nella prima guerra mondiale ha preso parte alla battaglia di Vittorio Veneto e ha operato sul fronte nordafricano nel corso della seconda guerra mondiale. All'inizio del secondo conflitto mondiale era schierata sul confine orientale della Libia e successivamente in Egitto e venne completamente annientata nel corso dell'operazione Compass, conclusasi con la battaglia di Beda Fomm.

## Prima guerra mondiale
La 10ª Armata venne costituita il 14 ottobre 1918. Dopo la battaglia di Caporetto nel novembre 1917 il Regio Esercito venne riorganizzato da Armando Diaz. Nell'estate del 1918, dopo la battaglia del Solstizio il Regio Esercito ha proseguito nella sua riorganizzazione e in preparazione dell'offensiva italiana prevista per la fine del mese di ottobre il 14 ottobre fu costituita la 10ª Armata, posta al comando del tenente generale Frederick Lambart of Cavan del British Army e costituita dal XIV Corpo d'armata britannico  e dall'XI Corpo d'armata italiano. Il XIV Corpo d'armata britannico al comando del maggior generale James Melville Babington era costituito dalla 7ª e dalla 23ª Divisione di fanteria, mentre l'XI Corpo d'armata italiano del tenente generale Giuseppe Paolini aveva alle sue dipendenze la 23ª Divisione bersaglieri del tenente generale Gustavo Fara, la 37ª Divisione territoriale del maggior generale Giovanni Castagnola e il 332º Reggimento fanteria americano.
Nel corso della battaglia di Vittorio Veneto la 10ª Armata ha operato in coordinamento con l'8ª Armata del "Montello" del tenente generale Enrico Caviglia.
Al termine del conflitto il Comando della 10ª Armata venne sciolto il 18 novembre 1918 per essere ricostituita il 15 ottobre 1939 alla vigilia dell'entrata in guerra dell'Italia nel secondo conflitto mondiale e, destinata a operare in Africa Settentrionale.

## L'inizio delle operazioni
La 10ª Armata venne ricostituita il 15 ottobre 1939 al comando del generale Francesco Guidi, che essendo stato nominato senatore del Regno d'Italia venne sostituito dal generale di corpo d'armata Mario Berti.
La 10ª Armata era schierata in Cirenaica, mentre in Tripolitania era schierata la 5ª Armata con il X, XX e XXIII Corpo d'armata a difesa del confine libico-tunisino e della fascia costiera nord occidentale della Libia, assicurando l'interdizione della direttrice del Gebel e di quella costiera Zuara-Sabratha, fino alla piazzaforte di Tripoli. Subito dopo l'armistizio con la Francia la 5ª Armata cedette il XXIII Corpo d'armata alla 10ª Armata attuando con i due Corpi d'armata rimasti la difesa costiera e di alcuni nodi stradali e punti sensibili della Tripolitania.
Dopo una serie di rinvii, dovuti principalmente al fatto che il Maresciallo Rodolfo Graziani, alla guida del Comando Superiore FF.AA. "A.S.I.", si rendeva conto, sul posto, delle difficoltà di un'avanzata di truppe per la massima parte appiedate nel deserto.
Il 13 settembre 1940 le forze disponibili costituite principalmente della 10ª Armata, cui si anche aggiunse un corpo d'armata della 5ª Armata, che ormai non correva più rischi di attacchi dalla Tunisia, attraversarono il confine con l'Egitto, superando il 15 settembre il passo di Halfaya e occupando il 16 settembre Sidi el Barrani, dove l'offensiva venne fermata. A questo punto era necessario assicurare i rifornimenti idrici alle truppe avanzanti, quindi fu iniziata la costruzione di un acquedotto per poter proseguire verso Marsa Matruh.

### Organici e schieramento della 10ª Armata al 10 giugno 1940
- 10ª Armata (generale Mario Berti)
- colonnello del genio Guido Lami
  - XXI Corpo d'armata (generale di corpo d'armata Renzo Dalmazzo)
    - 62ª Divisione fanteria "Marmarica" (generale di divisione Ruggero Tracchia)
    - 63ª Divisione fanteria "Cirene" (generale di divisione Carlo Spatocco)

  - XXII Corpo d'armata (generale di divisione Enrico Pitassi Mannella)
    - 64ª Divisione fanteria "Catanzaro" (generale di brigata Nicola Spinelli)
    - 4ª Divisione CC.NN. "3 gennaio" (generale di divisione Fabio Merzari)

  - riserva d'armata
    - 1ª Divisione libica (generale di divisione Luigi Sibille)
    - Gruppo Battaglioni Paracadutisti (ten. col. Goffredo Tonini)
      - Battaglione paracadutisti libico "Diavoli Neri"
      - Battaglione Paracadutisti Nazionali della Libia

### Ufficiali generali in campo
Dopo la morte di Italo Balbo (28 giugno 1940) il maresciallo Rodolfo Graziani assunse il comando di tutte le forze nell'Africa Settentrionale e il governatorato della Libia il giorno 30 giugno.
I comandanti di divisione e di corpo d'armata erano rappresentativi delle deficienze tipiche del Regio Esercito di quell'epoca, cominciando dal comandante, Rodolfo Graziani, un ufficiale specialista nella lotta anti-guerriglia e d'annientamento tipica delle guerre coloniali italiane del XX secolo, impreparato alla guerra moderna, violento (e responsabile di numerosi crimini di guerra in Libia alla fine degli anni 1920 e in Etiopia a metà degli anni 1930), molto retorico (amava la citazione latina), capace di sfruttare a suo uso e consumo la stampa e la propaganda, compromesso con il regime. Dal momento in cui sostituì Balbo tempestò Roma per ottenere di più di tutto (cannoni, carri, aerei, armi, munizioni, camion) sottolineando le deficienze dell'armata, ma senza avere chiare priorità per risollevarla. Come governatore della Libia si intromise in ogni decisione tattica e strategica dei suoi sottoposti, pur non visitando quasi mai il fronte (contraddicendo quel poco di buono, dal punto di vista militare, che pareva incarnasse, visto che in precedenza aveva sempre comandato dalla prima linea), esautorando quasi completamente il generale Berti, con cui era in pessimi rapporti. Durante l'operazione Compass perse completamente il contatto con la realtà, dando ordini contraddittori ai suoi sottoposti e praticando lo scarica-barile verso tutti, soprattutto verso Berti.
Costui era impreparato per un comando così importante, cui era stato promosso per rimuoverlo dal ministero della guerra, soprattutto era completamente nuovo per l'Africa, che non conosceva. Era un teorico, non privo di capacità intellettuali, poco amato però dagli alti comandi (cui aveva dato fastidio durante la partecipazione italiana alla guerra di Spagna, avanzando diverse critiche sull'uso dei materiali e la strategia italiana), la sua conoscenza della guerra moderna, e di movimento, era superiore alla media dei comandanti italiani, per le sue esperienze in Spagna (dove aveva comandato per un certo periodo di tempo il contingente italiano), che però non era stato capace di ridurre a nuove norme tattiche e strategiche, a differenza dei tedeschi. Sovente malato, le sue capacità (buone o cattive che fossero) non ebbero modo di svilupparsi perché non era tenuto in alcun conto dai suoi superiori, e in particolare dall'opera demolitrice di Graziani.
Giuseppe Tellera, che lo sostituì brevemente, era probabilmente il miglior ufficiale generale presente nel teatro di operazioni, buon conoscitore della logistica, poco carismatico ma, comunque, amato dai sottoposti per l'atteggiamento paterno e attento, tendeva a comandare (fatto raro per gli ufficiali generali italiani dell'epoca) recandosi sovente in prima linea, fattore che più tardi gli sarà fatale. "Fu l'unico che conservò un briciolo di dignità e buon senso nella caotica ritirata lungo la Cireanica".
Enrico Pitassi Mannella, al comando del XXII corpo, aveva sostituito proprio il 10 giugno il popolare e abile generale Umberto Somma, si rivelò poco pratico di guerra di movimento e inesperto per il comando di un corpo d'armata (aveva, fino a quel momento, comandato solo per due anni una divisione di fanteria in Albania), ma molto coraggioso, buon artigliere e competente in alcuni combattimenti minori, diretti di persona, attorno a Tobruk, avendo avuto più tempo a disposizione per imparare la guerra moderna si sarebbe probabilmente rivelato un comandante efficace, ma fu travolto dagli eventi.
Sebastiano Gallina, al comando delle fanterie coloniali, era un ufficiale molto anziano, legato alle esperienze del primo conflitto mondiale e delle guerre coloniali, legato a Graziani, ne condivideva i metodi brutali verso gli indigeni e un certo pressappochismo tattico. Impazzì dopo la cattura da parte inglese e fu rimpatriato nel 1943.
Annibale Bergonzoli era un ufficiale pluridecorato delle guerre coloniali e della prima guerra mondiale, molto popolare tra le truppe, presso le quali era conosciuto col soprannome di "barba elettrica", molto coraggioso, completamente inesperto nei combattimenti manovrati e meccanizzati.
Medesimo problema riguardava anche Carlo Spatocco, molto più schivo e meno attento alla propaganda della sua immagine e allo charme verso i suoi sottoposti, quest'ultimo però era anche mal visto dal regime, sentimento che ricambiava.
Infine merita una menzione Pietro Maletti, ufficiale legatissimo a Graziani, capace di trasformare i suoi raggruppamenti libici e Ascari in reparti scelti, anche se impreparati alla guerra moderna, godeva di enorme ascendente sulle sue truppe ed era, personalmente, estremamente coraggioso e capace di combattere in prima linea, incurante della propria sicurezza; era però anche brutale e responsabile di non poche atrocità durante la campagna d'Etiopia.
Gli ufficiali della 10ª Armata, nel complesso (ed escludendo i paracadutisti e alcuni reparti di Ascari) erano scadenti e impreparati anche per gli standard italiani, scarsi e carenti anche i sottufficiali; inoltre gli uni e gli altri spesso non erano in SPE (ovvero di ruolo), ma di complemento (nei reparti nazionali le proporzioni, in genere, erano di otto ufficiali di complemento per ogni ufficiale di ruolo, mentre solo una minoranza di quelli di ruolo era passato dalle accademie, e non avevano ricevuto alcun tipo di addestramento specifico, soprattutto sul piano tecnico (armi, logistica, mine, ecc.) e geografico (molti di loro erano in Africa per la prima volta, senza saper nulla della guerra nel deserto); gli ufficiali che invece avevano conoscenza del teatro africano erano, con poche eccezioni, specialisti delle guerre coloniali, rimasti fermi alla prima guerra mondiale, nel migliore dei casi, per la conoscenza delle guerre moderne. I sottufficiali, come in tutto il Regio Esercito, erano pochissimi e male addestrati, secondo Roatta (che parla a posteriori), addestrati a ubbidire più che a pensare e a impartire ordini, diversissimi per ruolo e capacità dai flessibili e intraprendenti sottufficiali britannici e tedeschi. Questa armata non era certo la punta di diamante del Regio Esercito (i reparti migliori erano in Italia, o, al massimo, in Albania), ma un esercito coloniale, predisposto per operazioni difensive e di polizia coloniale e potenziato in maniera disorganica (malgrado le rotte tra la Libia e l'Italia fossero, all'epoca, molto sicure). I reparti erano raramente a pieno organico, mancavano i mezzi (in particolare i camion), l'addestramento al fuoco, le direttive (in particolar modo i reparti non erano addestrati a difendersi assumendo una formazione a riccio, soprattutto qualora aggirati), gli equipaggiamenti individuali, mentre gli ufficiali mangiavano e dormivano molto meglio (coperte di lino, chianti, grana, frutta) di sottufficiali e truppa. Le, numerose, formazioni della milizia fascista presenti nel teatro erano peggio addestrate di quelle del Regio Esercito, e mal considerate da quest'ultimo. L'armamento era scadente e le artiglierie, sia pure discretamente comandate da ufficiali di qualità mediamente superiore a quelli di altre armi, erano vecchie, anche precedenti, in alcuni casi, alla prima guerra mondiale. Anche fucili e mitragliatrici, soprattutto nei reparti di Ascari (che, per addestramento e aggressività, invece, sovente superavano quelli dei contingenti nazionali) erano di qualità inferiore a quelle in dotazioni a molte unità destinate alla madre patria o ad altri fronti, in particolare si incontravano numerose mitragliatrici della prima guerra mondiale, anche preda bellica austriaca, e poche armi veramente moderne, rarissime poi quelle contro aeree. I cannoni 47/32 e i mortai da 81mm (le armi più moderne in dotazione al Regio Esercito) erano pochi, inferiori al dato teorico reggimentale, visto che contemporaneamente il Regio Esercito li stava fornendo ai reparti dislocati in altro loco, un po' più diffusi gli obici da 65/17, anche in versione auto-cannone.
Il grosso dei carri era composto da L3, praticamente inutili, con qualche M11/39 e pochissimi M13/40, tutti raccolti nella brigata "Babini"; i carri furono utilizzati in genere a spizzichi, senza grandi concentramenti di mezzi, mai in cooperazione con l'artiglieria contro-carro, e tenendoli, per giunta, di riserva il più possibile.
Completamente inadeguato il SIM e i servizi I (informazioni) delle grandi unità, il Regio Esercito era convinto che i britannici disponessero in Egitto di 300 000 uomini, mentre ne avevano solo 50 000, di converso non comprendevano la potenzialità tecnologica differente dei diversi carri, non informando i comandi della presenza dei Matilda, considerati carri armati come tutti gli altri).
Le grandi unità presenti nel teatro erano tre divisioni del Regio Corpo delle truppe libiche, addestrate per operazioni di polizia, con ufficiali e sottufficiali prevalentemente italiani, e truppa prevalentemente libica (della Tripolitania), la 1ª e la 2ª divisione libiche avevano un organico di circa 7 500 uomini (erano quindi piuttosto piccole), di cui 700 circa italiani, prive completamente di automezzi (ed erano le uniche nel settore, a dipendere ancora, in parte, da cammelli e salmerie), con artiglieria di preda bellica austriaca della prima guerra mondiale, poche e vecchie mitragliatrici e qualche reparto ancora armato con fucili Vetterli Vitali mod. 1870-1887. Diverso il caso della divisione-raggruppamento Maletti, meglio armata ed equipaggiata, quasi come una divisione meccanizzata improvvisata, ma molto piccola (un battaglione comando motorizzato, voluto da Balbo), quattro battaglioni di fanteria parzialmente motorizzati, un battaglione (con gli organici di una sola compagnia rinforzata) carri M 11/39, un battaglione sotto organico carri L3, tre gruppi artiglieria di supporto con cannoni vecchi e di piccolo calibro. Si trattava, comunque, di una delle migliori unità coloniali italiane, in parte formata anche da soldati somali ed eritrei.
Seguivano tre divisioni della milizia, poco considerate dal Regio Esercito e formate, in prevalenza, da camicie nere del Sud Italia (Mussolini riteneva che i meridionali fossero più adatti geneticamente a combattere in Africa) e da reclute del Regio Esercito, queste ultime erano state inviate per rimpolpare i reparti, un po' scarsi, ed erano state scelte dal Regio Esercito, che osteggiava questa quarta forza armata, quasi solo tra soldati analfabeti o fisicamente di seconda e terza scelta. L'armamento era particolarmente leggero, mentre pochi erano gli automezzi, l'addestramento era però stato curato un po' di più rispetto a quello delle altre unità delle C.C. N.N. (utilizzate più nelle parate che nelle manovre), ma era comunque scadente. Erano divisioni binarie, su due legioni/reggimenti di tre piccole coorti/battaglioni, in cui artiglieria, genio e servizi erano tutti formati da personale del Regio Esercito, in positivo avevano un certo spirito di corpo (anche perché formate su basi territoriali, minate però dall'aggiunta di circa 1/3 di coscritti di cattiva qualità in ogni reparto), in negativo influiva la mancanza di rifornimenti, la dimensione minimale dei reparti (ogni divisione aveva appena 6 000 effettivi, meno di alcune brigate britanniche), la scarsità di artiglierie, armi automatiche e anticarro e la carenza assoluta di automezzi (all'inizio dell'operazione Compass la divisione 23 marzo disponeva di solo 84 camion e automobili, in parte inefficienti). La mancanza di mobilitazione della milizia dell'Italia settentrionale creava malumori, e abbassava il morale.
Vi erano poi quattro divisioni tipo A.S., da 11 000 effettivi circa (quindi le uniche divisioni ad avere un numero di uomini adeguato, anche se in parte immobilizzato in un pletorico sistema logistico, per altro burocratico e inefficiente), con 46 carri L3 a divisione, vecchie artiglierie (75/27 e soprattutto 100/17), insufficienti cannoni contro carro rispetto alle tabelle reggimentali, in parte sostituiti con obici 65/17, ma comunque in numero inferiore alle esigenze. Solo la 61ª Divisione fanteria "Sirte" era un'unità rodata, in Libia dal 1937, mentre la 64ª Divisione fanteria "Catanzaro" era in parte costituita da uomini della milizia, ed era giunta, incompleta in armi e mezzi, nel teatro di guerra solo a fine maggio 1940. I soldati si lamentavano per il vitto pessimo, la scarsità d'acqua potabile, l'impossibilità di lavarsi e la mancanza di carta da lettere, e questo ancor prima di raggiungere la linea del fronte.
Come unità scelta delle truppe nazionali erano presenti i carri della Brigata corazzata speciale "Babini", dal nome del suo comandante, già veterano della guerra di Spagna, che però non fu utilizzata come un'unità organica, ma come un deposito da cui prendere i carri armati per rinforzare di volta in volta determinate posizioni. Disponeva di due battaglioni carri M13/40, uno di carri M11/39, due di carri L3, un singolo battaglione di bersaglieri motociclisti, due gruppi d'artiglieria motorizzati. Era dunque scarsa di fanteria, latitante di cannoni anticarro (la cooperazione tra carri armati e armi anticarro era la caratteristica, vincente, dell'esercito tedesco), ricca di inutili carri L3 e, soprattutto, mancante o almeno carente di reparti logistici per movimentare i carri e ripararli se rotti in azione o perché, dovendosi spostare prevalentemente sui cingoli, si insabbiavano, rompevano, danneggiavano. I carri medi erano poi privi dei filtri anti sabbia. Infine i carri medi, sia pur formanti tre battaglioni, erano solo 70, di cui una parte si era resa ormai inservibile per colpa dell'ambiente desertico già nella marcia di avvicinamento al confine egiziano.

## L'operazione Compass
Mentre la 10ª Armata si schierava intorno a Sidi el Barrani, le unità britanniche riorganizzavano le loro forze, in particolare la Western Desert Force (WDF) veniva rinforzata fino a raggiungere il livello di una divisione corazzata (7ª Armoured Division, nota poi come Desert rats, topi del deserto).
Il giorno 9 dicembre iniziava l'operazione Compass, destinata a respingere la 10ª Armata dall'Egitto. Il Comando della 10ª Armata era stato assunto ad interim, dal 23 novembre, dal generale Italo Gariboldi, a causa dell'assenza del generale Berti che all'inizio del contrattacco inglese si trovava in licenza in Italia per malattia, facendo rientro in Libia il giorno 14 e riassumendo il comando della 10ª Armata il giorno successivo, ma a causa del precipitare della situazione bellica fu esonerato dal comando il 23 dicembre, e sostituito per ordine del maresciallo Rodolfo Graziani dal generale di corpo d'armata Giuseppe Tellera.

### Organici e schieramento della 10ª Armata al 9 dicembre 1940
- 10ª Armata (generale Mario Berti - in licenza in Italia fino al 15 dicembre, ad interim generale Italo Gariboldi- sostituito il 23 dicembre dal generale Giuseppe Tellera)
  - Raggruppamento "Maletti", schierato a SE di Sidi el Barrani (generale Pietro Maletti)
  - 2ª Divisione libica "Pescatori", rinforzata da unità italiane non specificate
  - Gruppo divisioni libiche, schierato a difesa di Sidi el Barrani (generale Sebastiano Gallina)
    - 4ª Divisione CC.NN. "3 gennaio" (generale di divisione Fabio Merzari)
    - 1ª Divisione libica "Sibille"

  - XXIII Corpo d'armata, in riserva (generale Annibale Bergonzoli)
    - 63ª Divisione fanteria "Cirene"
    - 64ª Divisione fanteria "Catanzaro"

  - XXII Corpo d'armata, a Tobruch (generale Enrico Pitassi Mannella)
    - 62ª Divisione fanteria "Marmarica"
    - 2ª Divisione CC.NN. "28 ottobre"
    - 1ª Divisione CC.NN. "23 marzo"

La 10ª Armata disponeva di 328 carri armati, di cui 256 leggeri di modello CV35 e 72 medi (in massima parte di modello M11/39 e con pochi M13/40); l'appoggio aereo era fornito dalla 5ª Squadra aerea.

### Lo sviluppo delle operazioni e l'annientamento della 10ª Armata
Il comandante britannico (generale O'Connor) attaccò subito Sidi el Barrani, catturata nel pomeriggio del 10 prendendo prigioniero anche il generale Gallina, mentre il generale Maletti era morto già il primo pomeriggio del 9, ad Alam-el-Nibewa, mentre cercava di organizzare un contrattacco. Le truppe della 10ª Armata iniziarono il ripiegamento su Bardia (al confine fra Libia ed Egitto). Nel corso dei giorni successivi le forze del Commonwealth (la 7ª Divisione corazzata e la 6ª Divisione fanteria australiana che aveva sostituito la 4ª Divisione fanteria indiana inviata sul fronte eritreo) continuarono a premere su Bardia, che cadde il 5 gennaio, con la cattura di molti prigionieri italiani, fra cui tre generali. Il 22 gennaio cadde Tobruch, e O'Connor annunziò di aver catturato fino a quel momento 30 000 italiani.
Quello che restava della 10ª Armata si schierò sulla linea Derna - Mechili, ma O'Connor organizzò una forza mobile su due battaglioni carri e un gruppo della RHA (Royal Horse Artillery) per tagliare la Cirenaica e giungere direttamente sul golfo della Sirte. Appena venuto a conoscenza di questa mossa Graziani diede l'ordine di ritirata su Agedabia, ma la forza mobile giunse a Beda Fomm prima delle truppe italiane, il 5 febbraio. La 10ª Armata cercò di aprirsi un varco disordinatamente, ma la superiorità in carri e artiglierie e soprattutto la migliore condotta tattica dei britannici s'impose su un'armata italiana composta essenzialmente di unità di fanteria appiedata. Fra i caduti ci fu il generale Tellera, morto in combattimento a Beda Fomm il 7 febbraio 1941, e tra i 25 000 prigionieri ci furono i generali Cona e Babini.
Al termine dell'operazione Compass la 10ª Armata non esisteva più, 130 000 soldati italiani erano stati catturati e le forze britanniche erano insediate in Cirenaica, pronte a marciare sulla Tripolitania.